# Kimmerikon
Kimmerikon (Grieks: Κιμμερικόν, Latijn: Cimmericum) was een oude Griekse stad op de Krim, aan de zuidelijke oever van het schiereiland Kertsj, ongeveer 40 km ten zuidwesten van de moderne stad Kertsj. Het lag met haar akropolis op de heuvels aan de westelijke helling van de berg Opoek. 
De stad werd in de 5e eeuw voor Christus gesticht door kolonisten uit Milete en bloeide aan het begin van de christelijke jaartelling. De naam kan verwijzen naar een eerdere Cimmerische nederzetting op de site.
Kimmerikon was een belangrijk bolwerk dat het belangrijkste en meest bevolkte deel van het Bosporuskoninkrijk, het centrum en de hoofdstad verdedigde tegen de Scythen. De stadsmuren waren 2,5 m en die van de akropolis 3,5 m dik.  
In het midden van de 3e eeuw na Christus werd Kimmerikon geplunderd door de Goten, maar een zekere mate van stedelijke nederzetting bleef bestaan tot het einde van de 3e eeuw, toen de stad abrupt ten onder ging als gevolg van verwoesting en platbranding door piraten. Het fort werd verwoest in het eerste derde deel van de 6e eeuw. Nadat hij halverwege de 6e eeuw de Byzantijnse soevereiniteit in de Cimmerische Bosporus had hersteld, herstelde keizer Justinianus I het fort niet, dat zijn rol als bewaker van de grenzen lijkt te hebben verloren. 
De site werd door Sovjet-archeologen in 1927, 1947-1949 en 1950-1951 opgegraven. Het Museum van Kertsj bevat materiaal van de site.